# Verso livre
Versos livres, também chamados irregulares, em língua portuguesa definem-se como versos que não possuem restrição Métrica. Origina-se do francês vers libre, donde seu uso sistemático é chamado de versilibrismo. Sua definição, no entanto, feita em oposição ao verso regular, ou metrificado, é diferente nas diferentes tradições literárias, posto que a métrica é diferentemente abordada em cada uma delas.

## História e Características
Utilizados largamente pelo modernismo, foram introduzidos na poesia através de antigas traduções, principalmente da Bíblia, em mais de uma língua. Posteriormente, alguns poetas, principalmente românticos alemães o usaram.
Observe-se que na poesia tradicional de idiomas vernáculos ocidentais o sistema métrico do poema exigia um número exato de sílabas poéticas e acentos fixos em todos os versos; no entanto em algumas tradições como a das línguas anglo-saxônicas e germânicas o sistema métrico não era sempre tão delimitado.
Em 1855 começa o uso sistemático do verso livre, com o poeta norte-americano Walt Whitman, tendo Charles Baudelaire publicado um poema em verso livre em 1861. O introdutor do uso sistemático do verso livre na França foi o poeta Jules Laforgue, em 1880, também tradutor de Whitman.
Sendo a França o centro do mundo cultural na época, pode-se dizer que é a partir da sua incorporação à poesia francesa que o verso livre passa a ser visto como um recurso com grande potencial renovador, tornando-se constitutivo daquilo que costuma chamar-se de poesia moderna. Neste contexto do surgimento de um desejo de inovação da poesia e do seu próprio conceito, ele surge quase juntamente com o poema em prosa, introduzido pelos românticos e popularizado no período simbolista na França.
Ou seja, o verso livre não se baseia em critérios predefinidos, mas em decisões que o poeta toma intuitivamente ou em normas por ele criadas, podendo ter maior afinidade com a prosa. Normalmente utiliza o ritmo natural da fala, podendo, também, apresentar musicalidade.
Versos livres não devem ser confundidos com versos brancos.